# Doina Spîrcu
Doina Tudora Spîrcu (nacida Doina Tudora Craciun, Slobozia, 24 de julio de 1970) es una deportista rumana que compitió en remo.
Participó en dos Juegos Olímpicos de Verano, en los años 1996 y 2000, obteniendo una medalla de oro en Atlanta 1996, en la prueba de ocho con timonel.
Ganó cinco medallas en el Campeonato Mundial de Remo entre los años 1995 y 2001.

## Palmarés internacional
| Juegos Olímpicos   | Juegos Olímpicos         | Juegos Olímpicos  | Juegos Olímpicos   |
| Año                | Lugar                    | Medalla           | Prueba             |
| ------------------ | ------------------------ | ----------------- | ------------------ |
| 1996               | Atlanta (Estados Unidos) | Medalla de oro    | Ocho con timonel   |
| Campeonato Mundial |                          |                   |                    |
| Año                | Lugar                    | Medalla           | Prueba             |
| 1995               | Tampere (Finlandia)      | Medalla de plata  | Ocho con timonel   |
| 1997               | Aiguebelette (Francia)   | Medalla de plata  | Cuatro sin timonel |
| 1999               | St. Catharines (Canadá)  | Medalla de oro    | Ocho con timonel   |
| 2000               | Zagreb (Croacia)         | Medalla de bronce | Cuatro sin timonel |
| 2001               | Lucerna (Suiza)          | Medalla de plata  | Ocho con timonel   |